# Secrétaire de rédaction
 (juin 2020).
Si vous disposez d'ouvrages ou d'articles de référence ou si vous connaissez des sites web de qualité traitant du thème abordé ici, merci de compléter l'article en donnant les références utiles à sa vérifiabilité et en les liant à la section « Notes et références ».
Un ou une secrétaire de rédaction est, dans la presse écrite, un ou une journaliste dont la fonction est de travailler à la lisibilité des textes qui vont être publiés.
De par cette fonction, cette personne est souvent appelée « éditrice », par opposition au travail de « rédaction » des journalistes, ou « pupitreur » au Canada.

## Mission et fonctions
Le terme de « secrétaire » s’emploie ici dans son sens ancien qui désigne une personne employée dans un bureau et chargée de l’organisation. À la différence d'un rédacteur (reporter, enquêteur, rubricard, chroniqueur…), sa mission ne consiste pas à récolter l’information et à la rédiger sous forme d’un article, mais à la rendre lisible, compréhensible, attrayante, complète et à lui donner l’importance qu’elle mérite.
C’est en particulier les secrétaires de rédaction qui rédigent la plupart des hors-texte : surtitres, titres, accroches, chapeaux, exergues, relances, légendes, notes, parfois encadrés (autrement dit, les textes les plus brefs, mais aussi ceux qui attirent le plus le regard lorsqu'on feuillette le journal). Pour faire comprendre ce rôle, on a coutume de dire que les rédacteurs rédigent l’article brut tandis que les secrétaires de rédaction rédigent la page imprimée.
Par ailleurs les secrétaires de rédaction, comme les rédacteurs, sont responsables de la validité de l’information diffusée, et doivent couramment en vérifier l’exactitude dès qu’il leur semble que ce travail n’ait pas été fait de façon suffisamment pertinente ou complète par les journalistes ayant rédigé les articles (qui en sont les premiers responsables). Les secrétaires de rédaction peuvent prendre des décisions en matière de mise en page et de choix de l’iconographie (photos, schémas, dessins), même si l’évolution actuelle du métier tend à leur faire perdre ce rôle au profit d’autres métiers (iconographes, direction artistique).
Les secrétaires de rédaction veillent également à la qualité de la rédaction de l’article. Cela comprend corriger les fautes d’orthographe, de style et de grammaire et modifier la formulation d’une phrase ou réordonner les paragraphes du texte pour des raisons de mise en page que la personne ayant rédigé l’article ne pouvait pas connaître (par exemple, pour éviter une disposition disgracieuse des lignes sur la page). Il leur incombe également de couper les articles trop longs pour tenir dans l’espace qui a été défini – voire de les rallonger pour les raisons inverses – et éventuellement d’extraire des éléments de l’article pour les transformer en encadré. Il leur faut aussi réagir rapidement aux évolutions du « chemin de fer » (le tableau qui détaille l’emplacement des pages) et aux implantations de publicité, et adapter la page en fonction de toutes sortes de modifications.
Le travail de secrétaire de rédaction se déroule essentiellement en deux phases : tout d'abord, entre le moment où le rédacteur rend le premier jet de son article et celui où ce texte retravaillé est transmis à l'équipe de maquettistes ; et ensuite, entre le moment où la page est grossièrement maquettée et celui où elle est transmise à la fabrication, parfaitement calée à la ligne et même au signe près. C’est également les secrétaires de rédaction ayant la responsabilité de « journaliste pilote »  (de préférence une autre personne que celle qui a travaillé sur les étapes précédentes) qui relisent et valident définitivement la page supposée achevée avant de signer le « bon à tirer » qui va déclencher l’impression du journal.
Dans leur relecture d’article, les secrétaires de rédaction doivent se poser toutes les questions que se posera le lectorat, et surtout trouver la réponse à toutes celles que le lectorat ne doit pas se poser (imprécisions, incohérences, invraisemblances, etc.). En tant qu'ultimes journalistes à intervenir sur le journal, c'est la responsabilité des secrétaires de rédaction qui est engagée si un titre ou une photo ne correspond pas à un article, ou si une légende photo contient le nom d’une autre personnalité que celle qui est représentée.
Depuis le développement de la publication assistée par ordinateur, la frontière entre les métiers de secrétaire de rédaction et de maquettiste tend à s’estomper, notamment dans la presse quotidienne où la mise en page est plus une question de hiérarchisation de l’information que de choix esthétiques.

## En France
Essentiel au bon fonctionnement d’un journal, particulièrement en raison de son sens de l’organisation, le poste de secrétaire de rédaction est parmi les métiers de journalistes les plus correctement payés (rarement en dessous de 1 800 euros par mois, parfois au-delà de 3 000 euros en fonction de la périodicité et de la localisation du journal).

## Secrétaires de rédaction célèbres
Le métier de secrétaire de rédaction a servi de tremplin à de nombreux écrivains, parmi lesquels :
- Charles Baudelaire a assuré cette fonction à La Tribune nationale, journal républicain modéré, en 1848 ;
- Paul Léautaud, engagé à ce poste au Mercure de France en 1908 ;
- Alexandre Vialatte, qui a exercé cette fonction entre 1922 et 1928 à La Revue Rhénane à Mayence ;
- Albert Camus, récemment installé à Paris, est engagé comme secrétaire de rédaction à Paris-Soir en 1940 ;
- Henri Amouroux, qui a commencé sa carrière à ce poste à La Petite Gironde ;
- René Goscinny, dont c’est le premier métier au sein du journal Pilote en 1959 ;
- Philippe Gildas au quotidien Combat.